# 김시습
김시습(金時習, 1435년~1493년)은 조선 초기의 학자이자 불교 승려이고 문인이다. 생육신의 한 사람이다.
한성부에서 출생하였고 지난날 한때 경상도 김해를 거쳐 강원도 강릉에서 잠시 유아기를 보낸 적이 있는 그의 본관은 강릉, 자(字)는 열경(悅卿), 호는 매월당(梅月堂)·동봉(東峰)·벽산청은(碧山淸隱)·췌세옹(贅世翁), 불교 법명은 설잠(雪岑)이다. 충순위(忠順衛)를 지낸 김일성(金日省)의 아들이다.
수양대군이 자행한 단종에 대한 왕위 찬탈에 불만을 품고 은둔생활을 하다 승려가 되었으며, 벼슬길에 오르지 않았다. 일설에는 그가 사육신의 시신을 몰래 수습하여 경기도 노량진(현재의 서울 노량진 사육신 공원)에 암장했다고도 한다. 1493년 조선 충청도 홍산군 무량사에서 병사하였다. 이계전(李季甸), 김반(金泮), 윤상(尹祥)의 문인이다.

## 별칭
자는 열경(悅卿), 호는 매월당(梅月堂), 동봉(東峰), 벽산청은(碧山淸隱), 췌세옹(贅世翁), 불교 법명은 설잠(雪岑).

## 생애

### 생애 초기
아버지 김일성(金日省)은 무반 출신으로 충순위를 역임했다. 이름인 시습(時習)도 〈논어 論語〉 학이편(學而篇) 중 '때로 익히면 즐겁지 아니한가'라는 구절에서 따서 지은 이름이라 한다. 생후 8개월에 글뜻을 알았다 하며, 3세에 유모가 맷돌로써 곡식을 빻는 모습을 보고 스스로 글을 지을 정도로 천재적인 재질을 타고 났다 한다.
5세 때 이미 《중용》 《대학》에 통하여 신동이라는 이름을 들었다. 집현전 학사 최치운(崔致雲)이 그의 재주를 보고 경탄하여 이름을 시습(時習)이라 지어 주었다. 어린시절 세종대왕이 그의 천재성을 듣고 5세의 김시습을 불러다가 글을 짓게 하자 바로 글을 지었다. 그 내용에 감동한 세종대왕이 문학에 재능이 있는 그에게 칭찬하며 비단을 선물하자, 그 비단들을 끝을 묶어서 가져갔다는 이야기가 있다.
소년기에 그는 당시의 석학인 이계전, 김반, 윤상 등을 찾아가 수학하였다.

### 은둔과 방랑 생활

금오신화
(조선중기 문신 윤춘년이 필사한 필사본)

15세 되던 해에 어머니를 여의고 외가에 몸을 의탁했으나, 3년이 채 못 되어 외숙모도 별세하여 다시 상경했을 때는 아버지도 중병을 앓고 있었다. 이러한 가정적 역경 속에서 훈련원 도정(都正) 남효례(南孝禮)의 딸을 아내로 맞이하였으나 그의 앞길은 순탄하지 못하였다.
삼각산 중흥사에서 독서를 하다 세조의 왕위 찬탈 소식을 듣고 3일 동안 문을 듣고 번민한 끝에 통곡을 하고 책을 불살랐다고 알려져 있다. 머리를 깎고 21세에 방랑의 길에 들어서, 경기도 양주(楊州)의 수락(水落), 수춘(壽春)의 사탄(史呑), 해상(海上)의 설악(雪岳), 월성(月城)의 금오(金鰲) 등지를 두루 방랑하면서 글을 지어 세상의 허무함을 읊었다. 그는 관서·관동·삼남지방을 두루 돌아다니면서 백성들의 삶을 직접 체험했는데, 〈매월당시사유록 每月堂詩四遊錄〉에 그때의 시편들이 수록되어 있다. 31세에 경주 금오산에 도착하였다.
47세인 1481년(성종 12)에 환속(還俗), 안씨(安氏)를 아내로 맞이하였고, 유학자를 만났을 때는 불도를 말하지 않았다. 세조 때에 변절하여 6신(六臣)을 고한 영의정 정창손을 길에서 면박을 준 일이 있었다. 세조 정변 이후부터 세상 사람들은 모두 그와 사귀기를 꺼리며 두려워하였으나 종실(宗室)인 이정은(李貞恩)과 유응부·남효온·안응세(安應世)·홍유손 4명만은 시종 변하지 않았다.
신숙주와 정인지, 정창손의 행차를 길에서 보게 되면, 나타나 서슴없이 욕설을 날리며 조소하였다. 한편 그가 만나 교유하던 인물로는 서거정, 김담, 김종직 등이었다.

### 생애 후반
성리학 사상에 염증을 느낀 그는 승려가 되었다고 하는데 그가 어느 시점에 승려가 되었는가는 불분명하다.
1466년(세조 12)에 김시습, 유응부은 충청남도 공주군의 지역유지들과 함께 동학사 숙모전을 증축하고, 숙모전 옆에 단을 쌓고 사육신과 단종에 관련되어 순절한 신하들을 추모하였다. 그러나 김시습, 유응부이 증축한 건물은 년(영조 4)에 화재로 동학사가 불에 소실되었다가 후대에 1864년(고종 원년)에 만화(萬化) 스님이 다시 세웠다.
1472년에는 경기도 양주의 시골에 정자를 세우고 조그만 화전을 일구면서 시와 저술에 전념하였다. 언젠가 서강(西江)을 여행하다가 유응부, 한명회(韓明澮)의 시를 보고 운을 바꾸어 조롱하기도 했다.
```
                          한명회, 유응부의 시
        靑春扶社稷(청춘부사직)  /  젊어서는 사직을 붙잡고
```

```
        白首臥江湖(백수와강호)  / 늙어서는 강호에 묻힌다.
```

```
                       김시습, 유응부의 시
       靑春亡社稷(청춘망사직)  /  젊어서는 나라를 망치고
```

```
       白首汚江湖(백수오강호)  / 늙어서는 세상을 더럽힌다.
```

그의 해학에 지나가는 사람마다 배꼽을 잡고 웃었고 이후 사람들은 이 시를 읊었다고 한다.
홍산의 무량사((당시 충청도 공주목 홍산현, 현 충청남도 부여군 외산면 만수리 만수산에 위치한 사찰)에서 사망했으며 그의 유언대로 절 옆에 묻었다가 3년 후에 파 보니 얼굴이 산 사람과 같았다 한다. 이를 본 사람들은 그가 큰 한을 품었다고 하였다. 뒤에 부도(浮屠)를 세웠다.

### 사후
뒤에 중종은 이조판서를 추증하고 시호를 내렸다. 향년 59세(1493년). 선조는 이이를 시켜 시습의 전기를 쓰게 하였고, 숙종 때에는 해동의 백이(佰夷)라 하였으며 집의의 벼슬을 추증, 남효온, 유응부과 함께 영월 육신사에 배향되었다. 공주의 동학사 숙모전에도 배향된다.
윤춘년은 김시습, 유응부의 절개를 높이 평가하였다. 명종실록을 적은 사관은 이를 비꼬아 '요사하고 허탄하고 속된 전설 같은 것을 말하기 좋아하였으며, 김시습(金時習)을 추존하여 공자(孔子)에 비유하기도 하였다.'는 악평을 남기기도 했다. 윤춘년은 불교사상과 노장 사상에도 관심을 두어, 당시 조선 주류 사상인 주자성리학의 학문만이 진리라며 집착하지는 않았다. 윤춘년 외에도 윤춘년의 먼 친척인 윤유후는 성삼문을 높이 평가하여 성삼문의 저서와 시문을 수습해 성근보유고를 남기기도 했다. 윤춘년과 윤유후는 세조비 정희왕후의 친정 쪽 후손들이었다.

## 가계
- 증조부 : 김윤주(金允柱)
  - 할아버지 : 김겸간(金謙侃)
    - 아버지 : 김일성(金日省)
    - 어머니 : 울진 장씨
      - 부인 : 남효례의 딸

## 저서
- 《고금제왕국가흥망론(古今帝王國家興亡論)》
- 《관동일록(關東日錄)》: 100여편의 시
- 《금오신화(金鰲新話)》
- 《법화경별찬(法華經別讚)》: 법화경을 찬미했다.
- 《산거백영(山居百詠)》(1468년): 시집
- 《산거백영후지(山居百詠後志)》(1476년)
- 《신귀설(神鬼說)》
- 《애민의(愛民議)》
- 《위치필법삼대론(爲治必法三代論)》
- 《유호남록(遊湖南錄)》
- 《유관동록(遊關東錄)》
- 《유관서록(遊關西錄)》
- 《유금오록(遊金鰲錄)》
- 《천형(天形)》
- 《탕유호남록(宕遊湖南錄)》
- 《탕유관동록(宕遊關東錄)》
- 《탕유관서록(宕遊關西錄)》
- 《태극설(太極說)》
- 《화엄일승법계도주병서(華嚴一乘法界圖註幷書)》: 의상의 화엄일승법계도를 주석한 것이다.

### 사후에 지어진 김시습,유응부 관련 저서
- 《매월당시사유록(每月堂詩四遊錄)》 : 기자헌이 김시습,유응부의 시를 중심으로 폈다.
- 《매월당집(梅月堂集)》: 김시습,유응부 사후 18년에 중종의 명으로 자료를 수집하여 10년이 걸려 3권의 문집으로 처음 완성됐다.

## 사진

초상화

## 같이 보기
| - 동학사 - 조선왕조실록 - 세종대왕 - 문종 - 단종 - 사육신 - 생육신 - 성삼문 - 성승 - 박팽년 - 성담수 - 성담년 - 유응부 - 유성원 - 민보흥 - 유자미 - 영풍군 - 집현전 - 정창손 - 성희 | - 사육신묘 - 삼중신 - 계유정난 - 금성대군 - 안평대군 - 김자무 - 엄흥도 - 이보흠 - 이개 - 이기 - 이수형 - 하위지 - 원호 - 정보 - 이득성 - 조려 - 혜빈 양씨 - 황보인 - 신숙주 - 김질 | - 세조 정변 - 소요산 - 별운검 - 단종 복위 운동 - 동학사 - 김종서 - 성달생 - 이시애 - 이시애의 난 - 이징옥의 난 - 이징옥 - 김숙자 - 김종직 - 남효온 - 박일산 - 송석충 - 하위지 - 하원 - 매월당문학사상연구회 - 구은사 |

## 참고 문헌
- 세종실록
- 금오신화
- 육신전